# Castello della Sala
Il castello della Sala è un fortilizio del XIV secolo alle porte della città di Ficulle, in Umbria.

## Storia

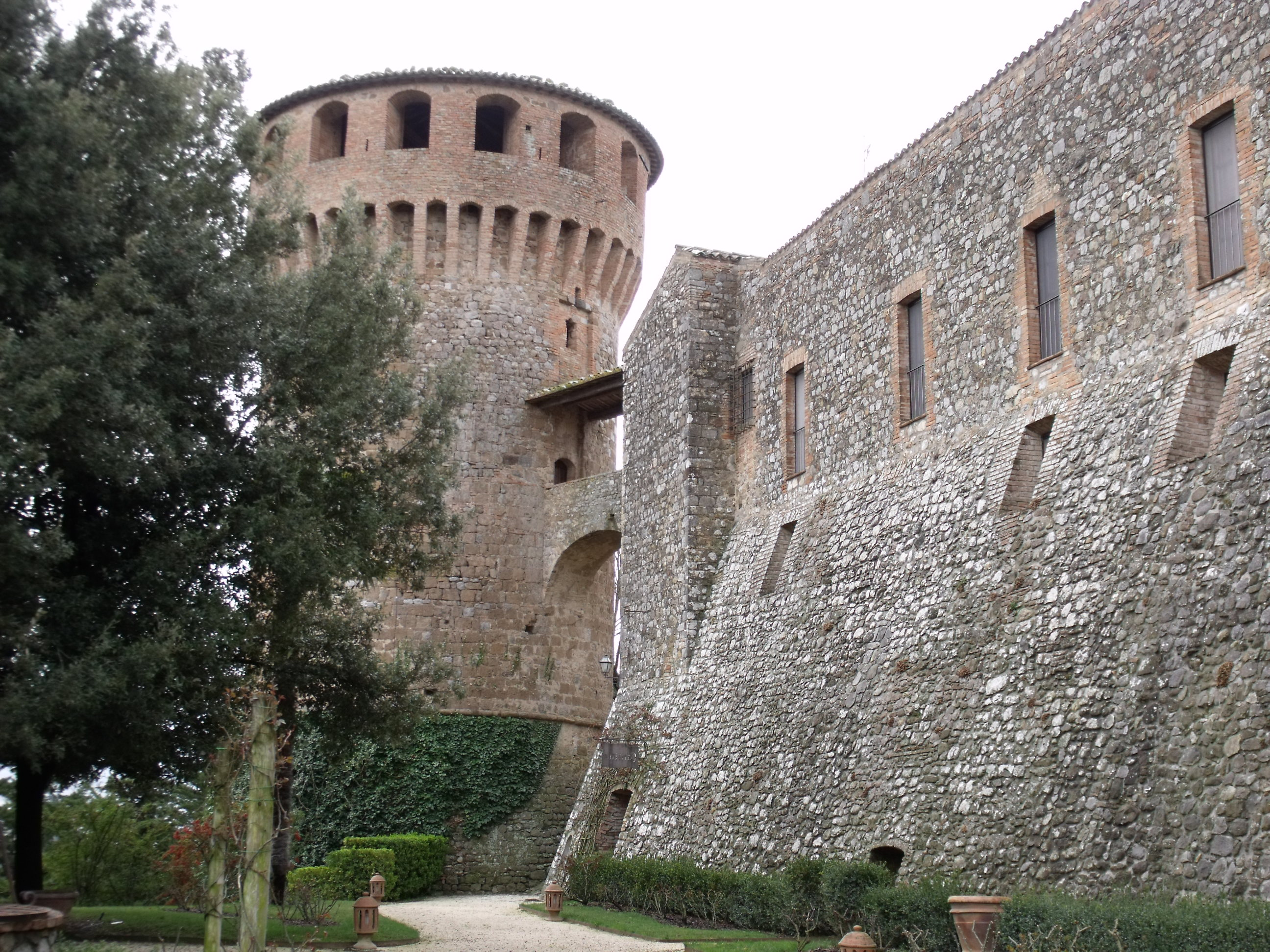
Torre e lato est

Il castello venne costruito nel 1350 da Angelo Monaldeschi della Vipera, la cui famiglia era giunta in Italia al seguito di Carlo Magno nel IX secolo. Dal 1300 i membri della famiglia si osteggiarono per il controllo di Orvieto, e le lotte per la supremazia divennero così intense che nel 1337 Angelo e i suoi tre fratelli adottarono ciascuno un nome e crearono un clan feudale: il maggiore si chiamò "della Cervara", un altro "del Cane" ed il terzo "dell'Aquila"; ed Angelo prese il nome di "della Vipera".
Nel 1480, la famiglia raggiunse una tregua, allorché il figlio di Gentile, Pietro Antonio Monaldeschi della Vipera della Sala, sposò sua cugina Giovanna Monaldeschi della Cervara. Insieme restaurarono il castello che divenne simbolo di pace familiare. Forse si deve a loro, in segno di riconoscenza, la piccola cappella rinascimentale che si trova sotto ai cancelli del castello, e che ha un grande affresco di scuola umbra del Quattrocento raffigurante la visita dei Re Magi a Betlemme.
La coppia visse nel Castello fino al 1518, fin quando Pietro Antonio morì e Giovanna assegnò la proprietà all'Opera del Duomo di Orvieto, l'istituto di carità diretto dal Capitolo della Cattedrale. Il castello rimase nelle mani dell'Opera fino all'unificazione d'Italia nel 1861, quando lo stato si appropriò di tutte le proprietà ecclesiastiche. Passò attraverso parecchi proprietari, con poca manutenzione e riparazioni, fino al suo acquisto nel 1940 da parte degli Antinori.